# Exorista rapax
Exorista rapax là một loài ruồi trong họ Tachinidae.